# 60. ceremonia wręczenia nagród Brytyjskiej Akademii Filmowej
60. ceremonia rozdania nagród Brytyjskiej Akademii Sztuk Filmowych i Telewizyjnych miała miejsce 11 lutego 2007 roku. Najwięcej statuetek (po 3) otrzymały filmy Ostatni król Szkocji oraz Labirynt fauna.

## Laureaci i nominowani

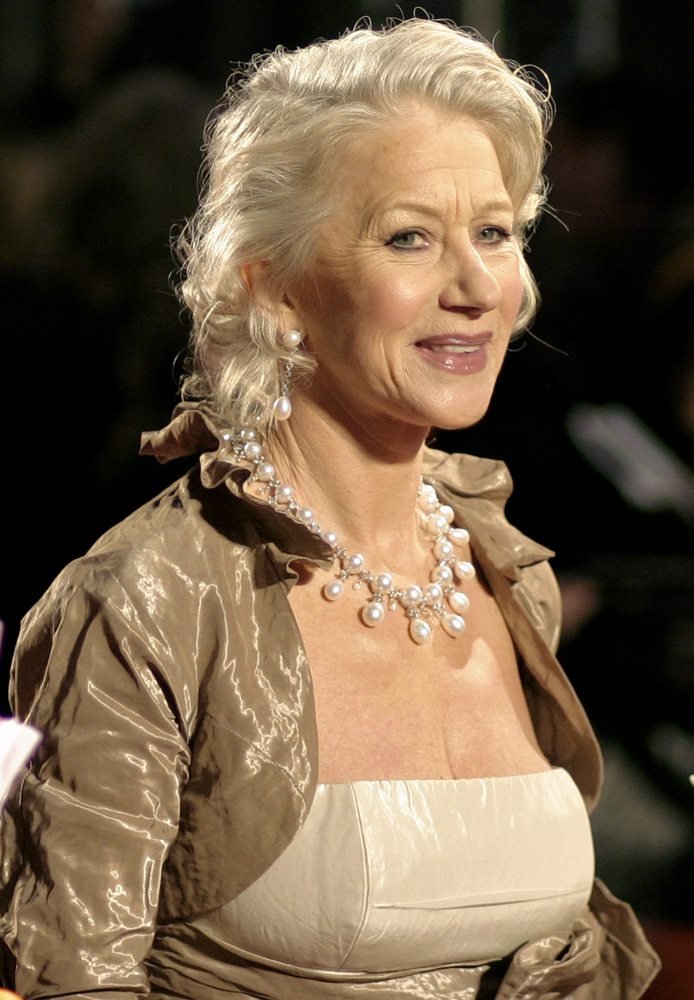
Helen Mirren, laureatka BAFTY za film Królowa

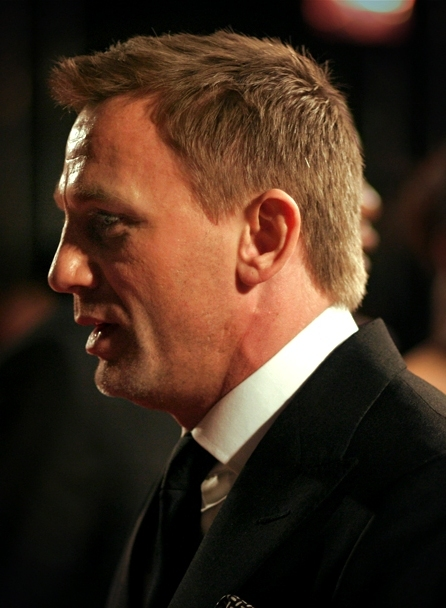
Daniel Craig, nominowany za rolę w filmie Casino Royale

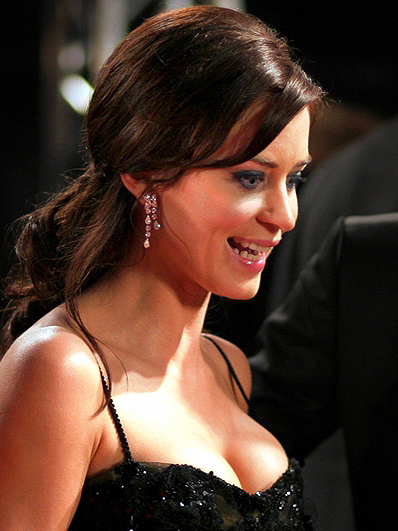
Emily Blunt, nominowana za rolę w filmie Diabeł ubiera się u Prady

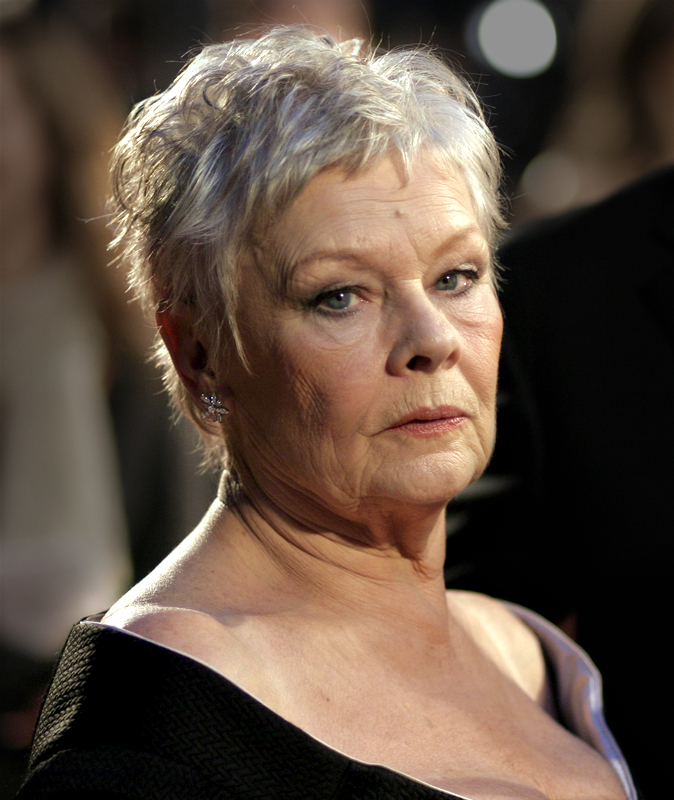
Judi Dench, nominowana za rolę w filmie Notatki o skandalu

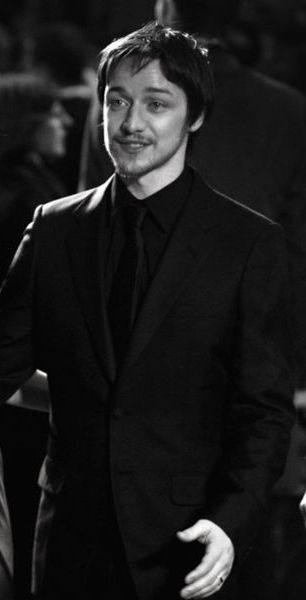
James McAvoy, nominowany za rolę w filmie Ostatni król Szkocji

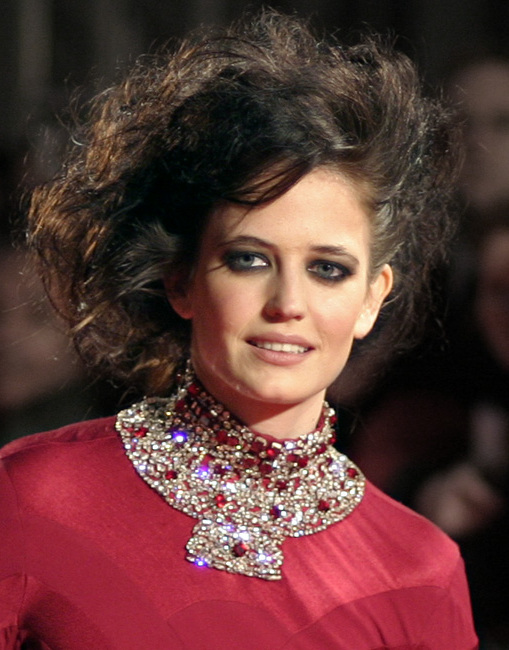
Eva Green, laureatka nagrody dla wschodzącej gwiazdy za rolę w filmie Casino Royale

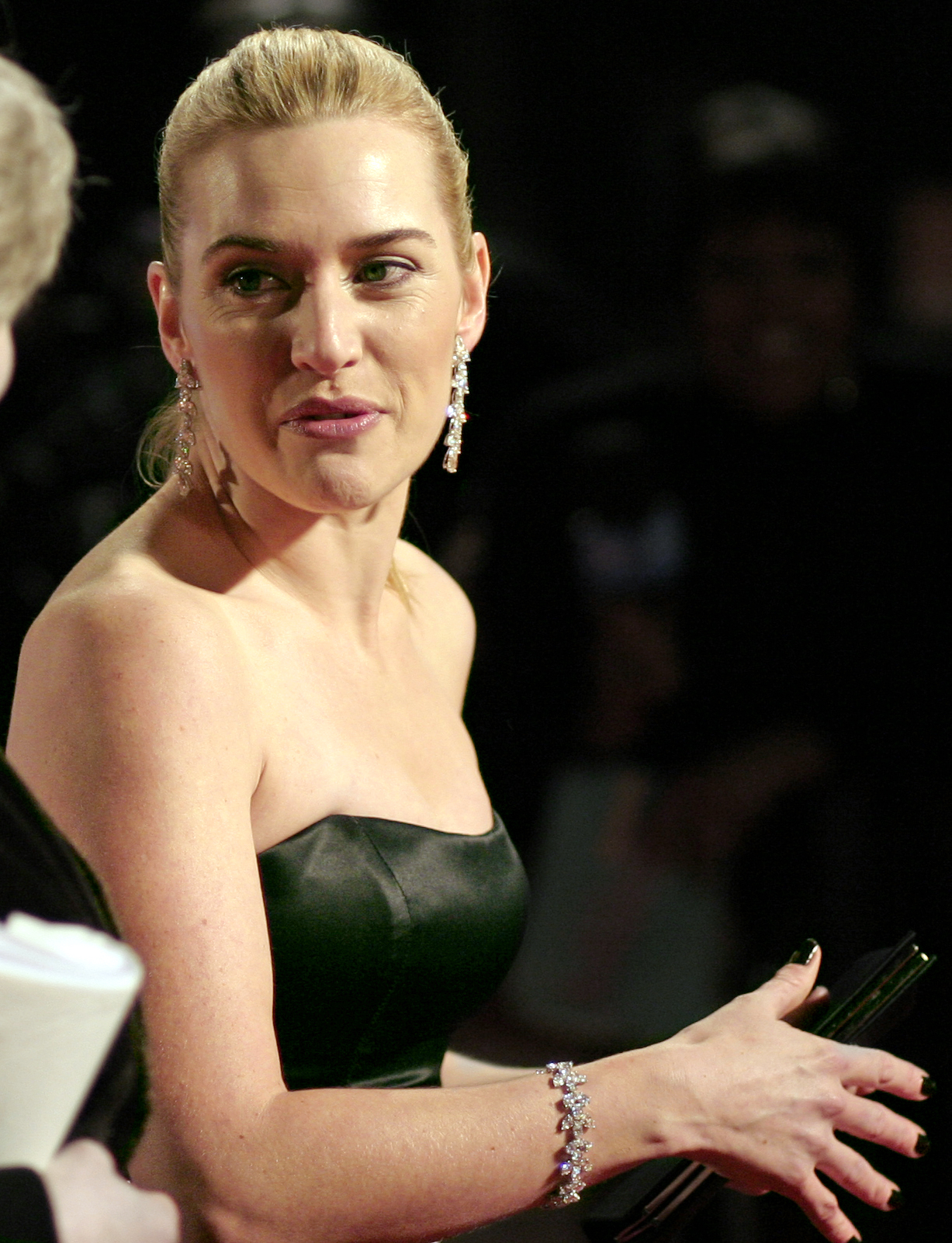
Kate Winslet, nominowana za rolę w filmie Małe dzieci

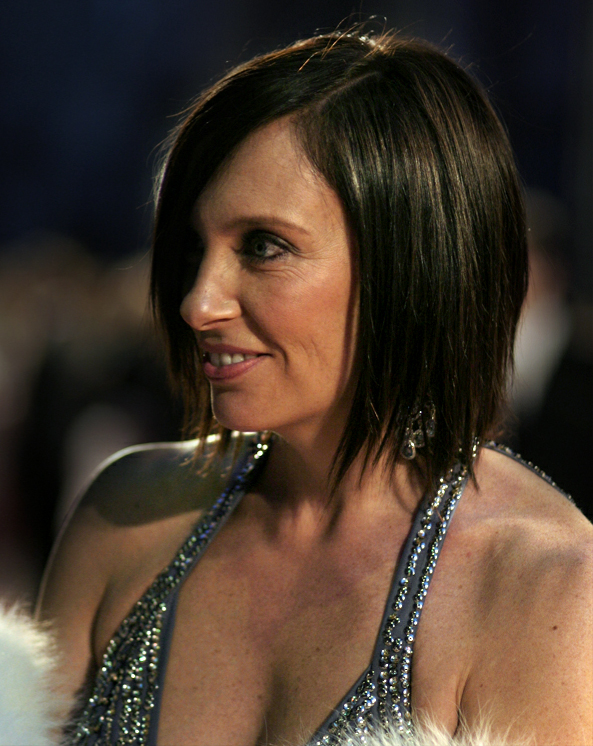
Toni Collette, nominowana za rolę w filmie Mała miss

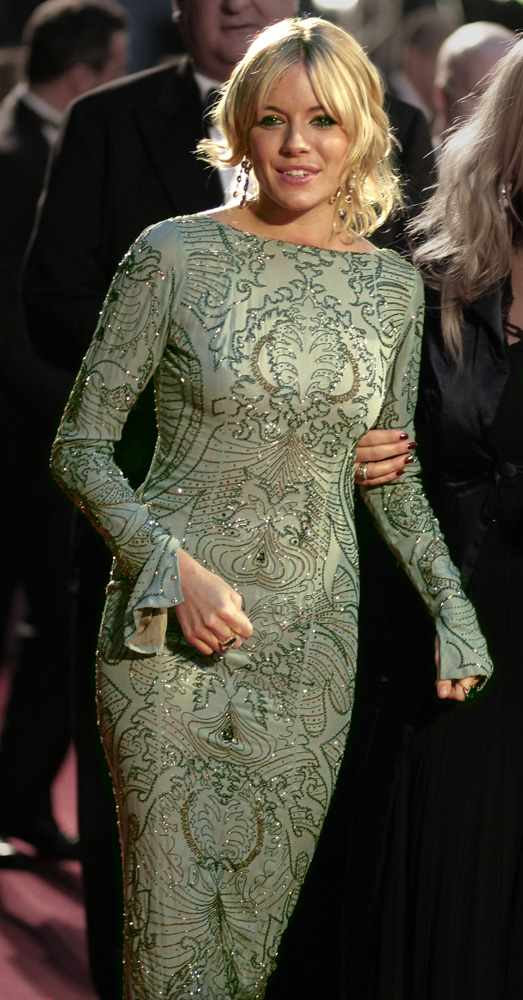
Sienna Miller na czerwonym dywanie

Laureaci oznaczeni są wytłuszczeniem

### Najlepszy film
- Królowa
- Babel
- Infiltracja
- Ostatni król Szkocji
- Mała miss

### Najlepszy brytyjski film
- Ostatni król Szkocji
- Casino Royale
- Notatki o skandalu
- Królowa
- Lot 93

### Najlepszy film zagraniczny
- Labirynt fauna, Hiszpania/USA
- Apocalypto, USA
- Czarna księga, Holandia, Niemcy, Belgia
- Rang De Basanti, Indie
- Volver, Hiszpania

### Najlepszy reżyser
- Paul Greengrass – Lot 93
- Alejandro González Iñárritu – Babel
- Martin Scorsese – Infiltracja
- Jonathan Dayton i Valerie Faris – Mała miss
- Stephen Frears – Królowa

### Najlepszy aktor
- Forest Whitaker – Ostatni król Szkocji
- Daniel Craig – Casino Royale
- Leonardo DiCaprio – Infiltracja
- Richard Griffiths – Męska historia
- Peter O’Toole – Venus

### Najlepsza aktorka
- Helen Mirren – Królowa
- Penélope Cruz – Volver
- Judi Dench – Notatki o skandalu
- Meryl Streep – Diabeł ubiera się u Prady
- Kate Winslet – Małe dzieci

### Najlepszy aktor drugoplanowy
- Alan Arkin – Mała miss
- James McAvoy – Ostatni król Szkocji
- Jack Nicholson – Infiltracja
- Leslie Phillips – Venus
- Michael Sheen – Królowa

### Najlepsza aktorka drugoplanowa
- Jennifer Hudson – Dreamgirls
- Emily Blunt – Diabeł ubiera się u Prady
- Abigail Breslin – Mała miss
- Toni Collette – Mała miss
- Frances de la Tour – Męska historia

### Najlepszy film animowany
- Happy Feet: Tupot małych stóp
- Auta
- Wpuszczony w kanał

### Najlepszy scenariusz oryginalny
- Michael Arndt – Mała miss
- Guillermo Arriaga – Babel
- Guillermo del Toro – Labirynt fauna
- Peter Morgan – Królowa
- Paul Greengrass – Lot 93

### Najlepszy scenariusz adaptowany
- Peter Morgan i Jeremy Brock – Ostatni król Szkocji
- Neal Purvis, Robert Wade i Paul Haggis – Casino Royale
- William Monhan – Infiltracja
- Aline Brosh McKenna – Diabeł ubiera się u Prady
- Patrick Marber – Notatki o skandalu

### Najlepsza muzyka
- Babel – Gustavo Santaolalla
- Casino Royale – David Arnold
- Dreamgirls – Henry Krieger
- Happy Feet: Tupot małych stóp – John Powell
- Królowa – Alexandre Desplat

### Najlepsze zdjęcia
- Ludzkie dzieci – Emmanuel Lubezki
- Babel – Rodrigo Prieto
- Casino Royale – Phil Meheux
- Labirynt fauna – Guillermo Navarro
- Lot 93 – Barry Ackroyd

### Najlepszy montaż
- Lot 93 – Clare Douglas, Christopher Rouse i Richard Pearson
- Babel – Stephen Mirrione i Douglas Crise
- Casino Royale – Stuart Baird
- Infiltracja – Thelma Schoonmaker
- Królowa – Lucia Zucchetti

### Najlepsza scenografia
- Ludzkie dzieci – Jim Clay, Geoffrey Kirkland i Jennifer Williams
- Casino Royale – Peter Lamont, Lee Sandales i Simon Wakefield
- Maria Antonina – K. K. Barrett i Véronique Melery
- Labirynt fauna – Eugenio Caballero i Pilar Revuelta
- Piraci z Karaibów: Skrzynia umarlaka – Rick Heinrichs i Cheryl A. Carasik

### Najlepsze kostiumy
- Labirynt fauna – Lala Huete
- Diabeł ubiera się u Prady – Patricia Field
- Maria Antonina – Milena Canonero
- Piraci z Karaibów: Skrzynia umarlaka – Penny Rose
- Królowa – Consolata Boyle

### Najlepszy dźwięk
- Casino Royale – Chris Munro, Eddy Joseph, Mike Prestwood Smith, Martin Cantwell i Mark Taylor
- Babel – José Antonio García, Jon Taylor, Chris Minkler i Martín Hernández
- Labirynt fauna – Martín Hernández, Jamie Bashkt i Miguel Polo
- Piraci z Karaibów: Skrzynia umarlaka – Christopher Boyes, George Watters II, Paul Massey i Lee Orloff
- Lot 93 – Chris Munro, Mike Prestwood Smith, Douglas Cooper, Oliver Tarney i Eddy Joseph

### Najlepsze efekty specjalne
- Piraci z Karaibów: Skrzynia umarlaka – John Knoll, Hal Hickel, Charles Gibson i Allen Hall
- Casino Royale – Steve Begg, Chris Corbould, John Paul Docherty i Ditch Doy
- Ludzkie dzieci – Frazer Churchill, Tim Webber, Michael Eames i Paul Corbould
- Labirynt fauna – Edward Irastorza, Everett Burrell, David Marti i Montse Ribe
- Superman: Powrót – Mark Stetson, Neil Corbould, Richard Hoover i Jon Thum

### Najlepsza charakteryzacja
- Labirynt fauna – José Quetglas, Blanca Sánchez
- Diabeł ubiera się u Prady – Nicki Ledermann, Angel de Angelis
- Maria Antonina – Jean-Luc Russier, Desiree Corridoni
- Piraci z Karaibów: Skrzynia umarlaka – Ve Neill, Martin Samuel
- Królowa – Daniel Phillips

### Najlepszy krótkometrażowy film animowany
- Guy 101 – Ian W. Gouldstone
- Marzenia i pragnienia: więzy rodzinne – Les Mills, Joanna Quinn
- Piotruś i wilk – Suzie Templeton, Hugh Welchman, Alan Dewhurst

### Najlepszy film krótkometrażowy
- Do Not Erase – Asitha Ameresekere
- Care – Rachel Bailey, Corinna Faith, Tracy Bass
- Cubs – Lisa Williams, Tom Harper
- Hikikomori – Karley Duffy, Paul Wright
- Seks, łaskotki i wielka nuda – David Smith, Jim McRoberts

### Nagroda dla wschodzącej gwiazdy (głosy publiczności)
- Eva Green
- Emily Blunt
- Naomie Harris
- Cillian Murphy
- Ben Whishaw

### Nagroda Carla Foremana
(dla debiutujących reżyserów, scenarzystów i producentów)
- Andrea Arnold – Red Road (reżyser)
- Julian Gilbey – Prawo odwetu (reżyser)
- Christine Langan – Pierrepoint (producent)
- Gary Tarn – Czarne Słońce (reżyser)
- Paul Andrew Williams – Z Londynu do Brighton (reżyser)

## Podsumowanie
Podsumowanie otrzymanych nominacji i nagród

Nagroda / Nomimacja
- 3 / 5 – Ostatni król Szkocji
- 3 / 8 – Labirynt fauna
- 2 / 3 – Ludzkie dzieci
- 2 / 6 – Lot 93
- 2 / 6 – Mała miss
- 2 / 8 – Królowa
- 1 / 1 – Red Road
- 1 / 2 – Happy Feet: Tupot małych stóp
- 1 / 2 – Dreamgirls
- 1 / 5 – Piraci z Karaibów: Skrzynia umarlaka
- 1 / 7 – Babel
- 1 / 9 – Casino Royale